# Monachella coultasi
Monachella coultasi, "newbritainflugskvätta", är en fågelart i familjen sydhakar inom ordningen tättingar. Den betraktas oftast som underart till forsflugskvätta (Monachella muelleriana) men urskiljs sedan 2016 som egen art av Birdlife International och IUCN.
Fågeln förekommer enbart på ön Niu Briten i Bismarckarkipelagen. Den kategoriseras av IUCN som nära hotad.